# در کشور مردان
در کشور مردان (انگلیسی: In the Country of Men) رمان نخست نویسنده لیبیایی، هشام مطر است که در ۲۰۰۶ منتشر شد. این اثر را انتشارات وایکینگ و در مجموعه کتاب‌های پنگوئن منتشر کرده است. در سال ۲۰۰۶، این رمان نامزد دریافت جایزه ادبی من بوکر و جایزه کتاب اول گاردین شد. این کتاب به ۲۲ زبان ترجمه شده است.
از این کتاب دو ترجمه به فارسی وجود دارد. اولی با ترجمه مهدی غبرایی، در انتشارات نیکو نشر در مشهد منتشر شده (۱۳۹۰) و دومی، با ترجمه شبنم سمیعیان و در انتشارات کوله‌پشتی در تهران (۱۳۹۵) منتشر شده است.